# 弦巻神社
弦巻神社（つるまきじんじゃ）は、東京都世田谷区の神社。

## 歴史
1908年（明治41年）に創建された。当地には元々「稲荷社」と称する祠があった。明治末期の神社合祀政策により、弦巻地区の「八幡社」「天神社」を合祀し、「弦巻神社」を称することになった。祭神に応神天皇と菅原道真を配しているのは、合祀された八幡社と天神社に由来している。
三社とも祠レベルの規模で、専任神職はなく住民が自主管理していたが、1916年（大正5年）に拝殿を設け、神社合祀政策が期待する規模の神社として整備された。現在も弦巻地区の鎮守として維持されている。

## 交通アクセス
- 桜新町駅より徒歩13分。